# 下毛野多具比
下毛野 多具比（しもつけの の たぐひ）は、奈良時代の貴族。官位は従五位上・遠江守。

## 経歴
孝謙朝の天平勝宝2年（750年）従五位下に叙爵し、天平宝字元年（757年）右馬頭に任ぜられる。
天平宝字8年（764年）正月に従五位上に叙せられるが、同年9月に発生した藤原仲麻呂の乱終結後の10月になって遠江守に任ぜられ地方官に遷っている。

## 官歴
『続日本紀』による。
- 時期不詳：正六位上
- 天平勝宝2年（750年） 1月16日：従五位下
- 天平宝字元年（757年） 6月16日：右馬頭
- 天平宝字8年（764年） 正月7日：従五位上。10月20日：遠江守